# Juho Niukkanen

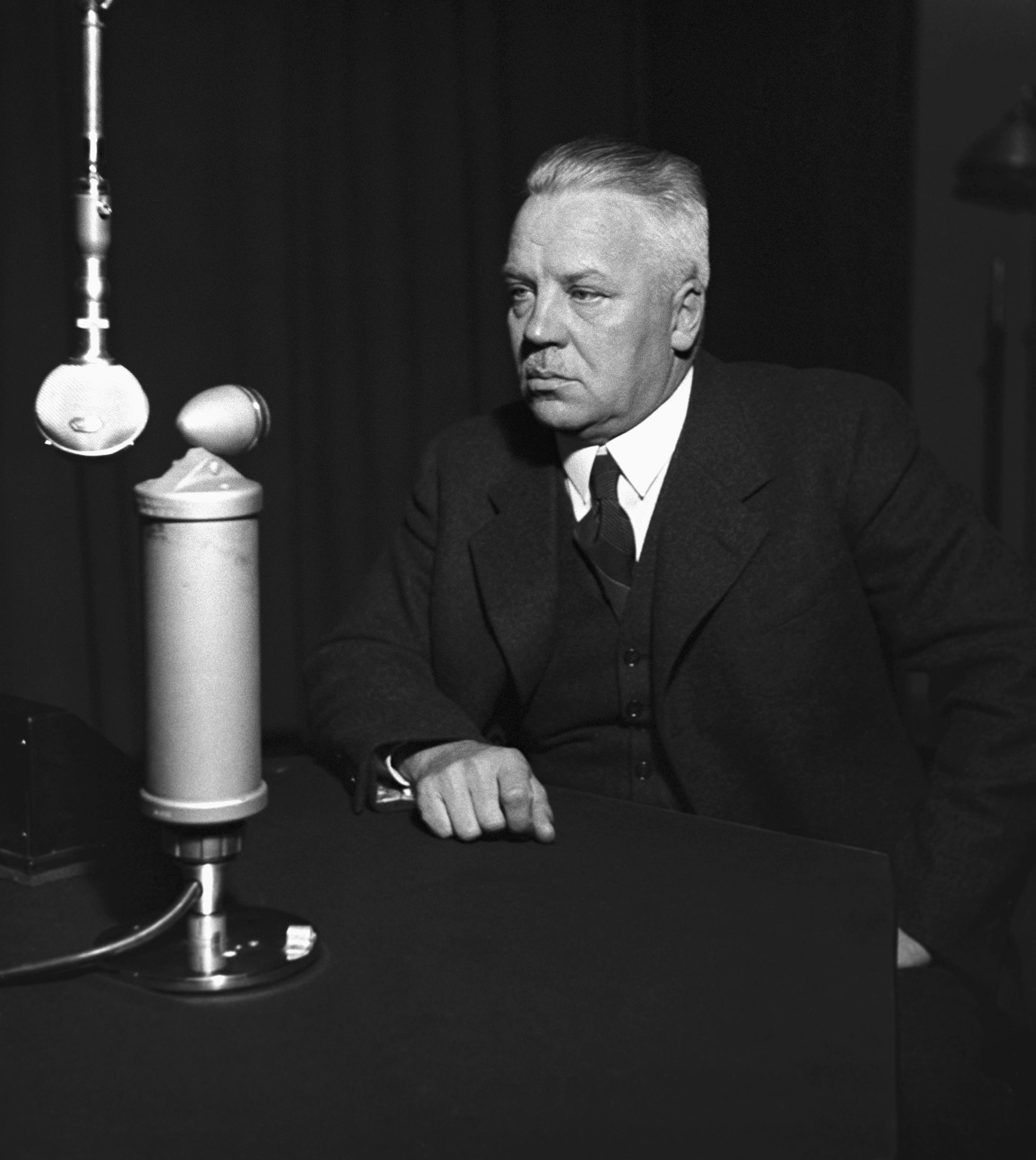
Juho Niukkanen bei einer Rundfunkansprache (1930er Jahre)

Juhana „Juho“ Niukkanen (* 27. Juli 1888 in Kirvu; † 17. Mai 1954 in Helsinki) war ein finnischer Politiker des Landbundes ML (Maalaisliitto), der unter anderem mehrmals Finanzminister sowie Verteidigungsminister Finnlands war.

## Leben

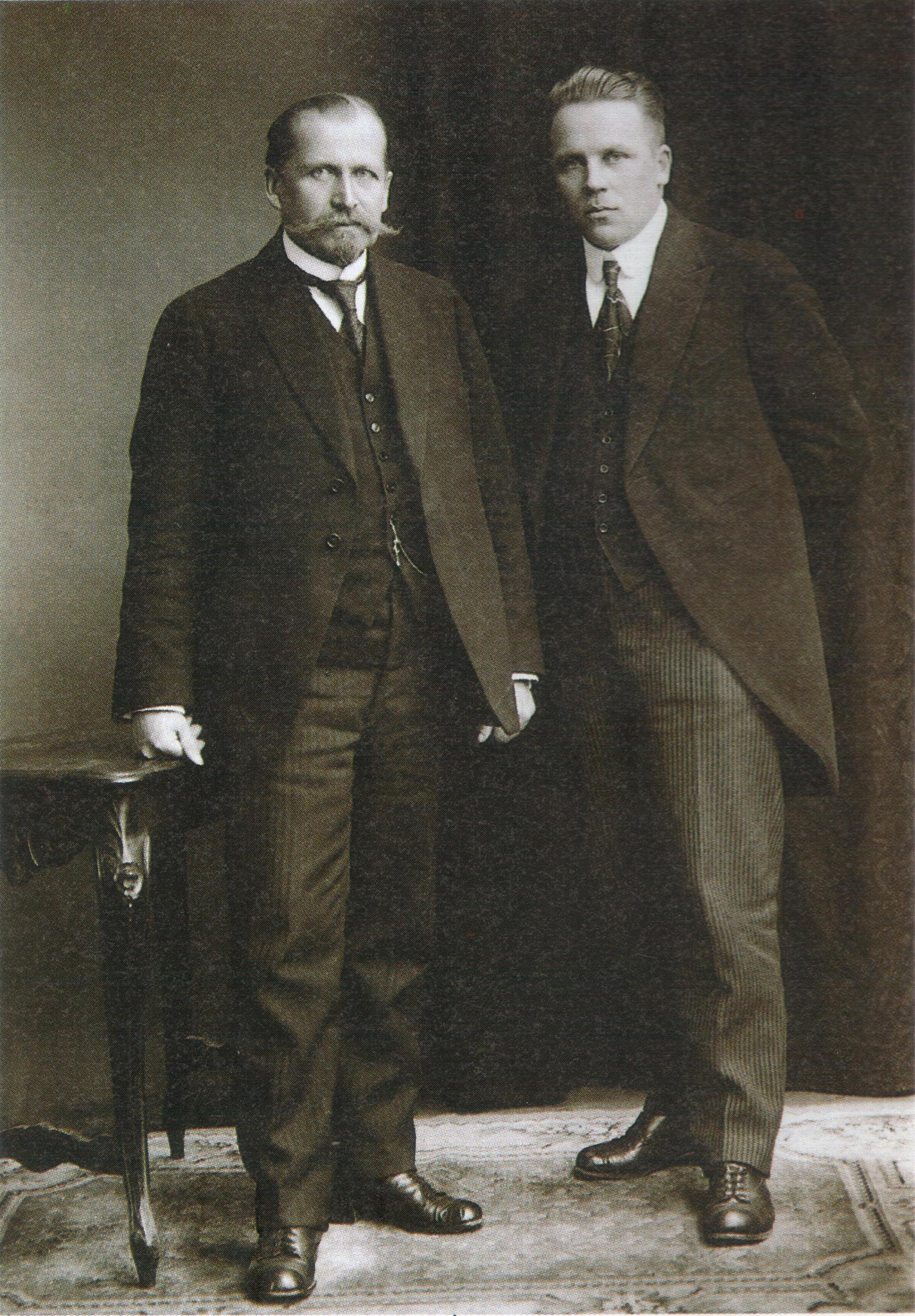
Juho Niukkanen (rechts) mit dem mehrmaligen Ministerpräsidenten und späteren vierten Staatspräsidenten Kyösti Kallio (1920er Jahre)

Juhana „Juho“ Niukkanen, der von Beruf Landwirt war, wurde bei der Wahl am 1. und 2. Oktober 1917 für den Landbund ML (Maalaisliitto) erstmals zum Mitglied des Reichstages (Eduskunta) gewählt und gehörte diesem bis 1932 an. Am 9. April 1921 übernahm er sein erstes Regierungsamt im Kabinett Vennola II und bekleidete in diesem bis zum 2. Juni 1922 das Amt als Stellvertretender Landwirtschaftsminister (Apulaismaatalousministeri). Das Amt des Stellvertretenden Landwirtschaftsminister hatte er zwischen dem 14. November 1922 und dem 18. Januar 1924 auch im Kabinett Kallio I inne.
Im Kabinett Kallio II wurde Niukkanen am 31. Dezember 1925 Minister für Verkehr und öffentliche Arbeiten (Kulkualaitosten ja yleisten töiden ministeri) und übte dieses Amt bis zum 31. Dezember 1926 aus. Am 17. Dezember 1927 übernahm er im Kabinett Sunila I erstmals das Amt als Finanzminister (Valtiovarainministeri), das er bis zum 22. Dezember 1928 innehatte. In der Folgezeit wurde er immer wieder auch zum Objekt von Spott und Witzen sowie in Karikaturen, da sein Familienname Niukkanen vom Adjektiv „niukka“ abstammt, was „geizig“ bedeutet. Im Kabinett Kallio III bekleidete er zwischen dem 16. August 1929 und dem 4. Juli 1930 zum ersten Mal das Amt als Verteidigungsminister Finnlands (Puolustusministeri). Er übernahm im Kabinett Sunila II am 21. März 1931 wieder das Amt als Minister für Verkehr und öffentliche Arbeiten und hatte dieses bis zum 14. Dezember 1932 inne.
Juho Niukkanen wurde für den Landbund bei der Wahl am 1. und 2. Juli 1936 erneut zum Mitglied des Reichstages gewählt, dem er nunmehr bis zu seinem Tode am 17. Mai 1954 angehörte. Einige Monate später wurde am 7. Oktober 1936 als Finanzminister wieder in das Kabinett Kallio IV berufen und übte dieses Amt bis zum 12. März 1937 aus. In dem anschließend gebildeten Kabinett Cajander III fungierte er zwischen dem 12. März 1937 und dem 1. Dezember 1939 abermals als Verteidigungsminister. Das Amt des Verteidigungsministers bekleidete er auch vom 1. Dezember 1939 bis zum 27. März 1940 im Kabinett Ryti I.
Mehr als dreizehn Jahre später und nur wenige Monate vor seinem Tode übernahm Juho Niukkanen am 9. Juli 1953 im Kabinett Kekkonen IV letztmals ein Ministeramt und hatte bis zum 17. November 1953 erneut das Amt als Finanzminister inne.